# Шилов Денис Миколайович
Дени́с Микола́йович Ши́лов (рос. Денис Николаевич Шилов; нар. 27 січня 1973) — російський історик. Автор біографічних довідників про державних діячів Російської імперії. Кандидат історичних наук (2004).

## Біографія
У 1990—1995 роках навчався на історичному факультеті Челябінського державного університету.
Від 1999 року співробітник агентства нерухомості «Адвокат». У 2000—2004 науковий співробітник, від 2004 року — старший науковий співробітник групи історичної бібліографії Відділу бібліографії і краєзнавства Російської національної бібліотеки (Санкт-Петербург, Російська Федерація).

## Основні праці
Денис Шилов є автором більше 50 наукових праць
- Государственные деятели Российской империи: Главы высших и центральных учреждений. 1802—1917: Биобиблиографический. справочник. — Санкт-Петербург, 2001. — 830 с.
- Государственные деятели Российской империи: Главы высших и центральных учреждений. 1802—1917: Биобиблиографический справочник. — Изд. 2-е, испр. и доп. — Санкт-Петербург, 2002. — 936 с.
- «Русский некрополь» великого князя Николая Михайловича: История научного предприятия. Ч. 1. Описание кладбищ в Москве и Петербурге // Археографический ежегодник за 2002 год. — Москва, 2004. — С. 133—148.
- «Русский некрополь» великого князя Николая Михайловича: История научного предприятия. Ч. 2. Описание провинциальных погребений // Археографический ежегодник за 2003 год. — Москва, 2004. — С. 154—194.
- Члены Государственного совета Российской империи. 1801—1906: Биобиблиогр. справ. — Санкт-Петербург, 2007. — 992 с.
- Материалы к «Русскому провинциальному некрополю» великого князя Николая Михайловича (по документам РГИА). Выпуск 1: Екатеринбургская, Оренбургская и Пермская епархии / Публикация Д. Н. Шилова. — Санкт-Петербург: Изд-во ВИРД, 2003. — 96 с. (Российский некрополь. Вып. 14).